# Banco Agrícola do Chile

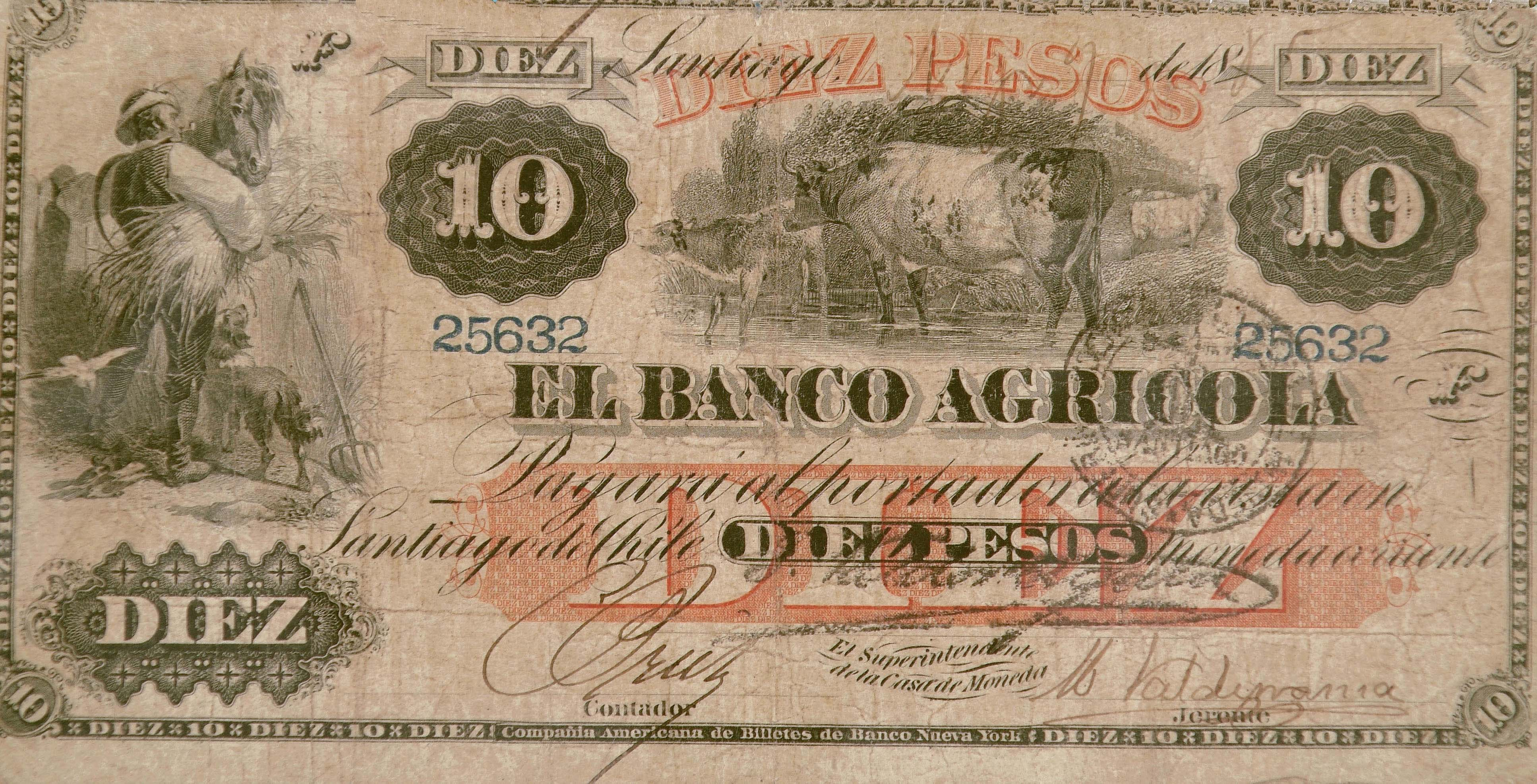
Cédula do Banco Agrícola (1885)

O Banco Agrícola foi uma instituição financeira chilena que existiu entre 1868 e 1893, quando se fundiu com os bancos de Valparaíso e Nacional de Chile para criar o Banco de Chile.

## História
O Banco Agrícola foi fundado em 28 de setembro de 1868, iniciando suas operações em 3 de dezembro do mesmo ano. Sua sede era na casa de Melchor de Concha y Toro, na rua Bandera, em Santiago, e 33% de sua primeira diretoria era composta por membros do Congresso Nacional do Chile.
Junto com as operações tradicionais dos bancos comerciais chilenos, o Banco Agrícola se encarregava de receber em depósito e consignação diversas mercadorias e produtos agrícolas; para essas operações, o banco adquiriu uma quinta no setor oeste da Alameda, em frente à Estação Ferroviária Central, onde foram construídos armazéns. Em 1869, o banco era o terceiro com maior participação de mercado no Chile, chegando a 13%.
Em 21 de dezembro de 1878, o banco foi dissolvido e imediatamente reconstituído, devido a várias reformas em seus estatutos que permitiram que o banco se adaptasse à legislação em vigor. Em 22 de maio de 1890, o Banco Agrícola adquiriu os ativos e passivos do Banco Nacional Hipotecario , que foi fundado em janeiro de 1884.